# Високий Ринок

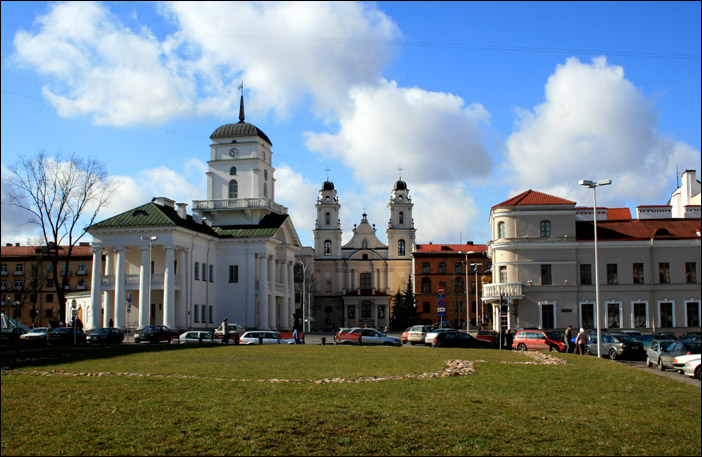
Високий Ринок: ратуша й костел Діви Мариї

Високий Ринок ((біл. Высокі Рынак) також Верхнє Місто) — історичний район Мінська, найстаріша його збережена частина, на південь від колишнього мінського замку. 

## Історія
Високий Ринок запланований наприкінці XVI ст., як новий центр Мінська. Побудова цього району була викликана наданням місту в 1499 році Магдебурзького права. У XV ст. на Високому Ринку була побудована ратуша, в 1564 році в Мінську виникла кальвіністське співтовариство. В останній чверті XVI ст. кальвіністи при підтримці князя Миколи Радзивілла (Чорного) і фондів мінських заможних протестантів побудували в місті свій молитовний будинок (збір) і заснували вулицю Зборову. Однак у XV - XVI ст. район мав периферійне значення.
Інтенсивне кам'яне будівництво на Високому ринку почалося тільки на початку XVII ст. Існує думка, що зведення будівель стримувалося через відсутність укріплень. Крім того, радикальне розширення Мінська навколо Замчища до початку XVII ст. вже вичерпала свої топографічні та соціальні перспективи. Сусідня Троїцька гора як новий центр міста не освоювалася, оскільки її розташування було незручним для захисту. Мінськ у такому випадку був би розділений на дві частини, що, незважаючи на систему гребель і мостів, дуже ускладнило б комунікацію і захист під час військових дій.
До початку XVIII ст. всі Високі місця було забудовано, склався головний архітектурний ансамбль площі Високого ринку, сформувалася індивідуальний вигляд Мінська.
На початку ХХ ст. Високий ринок входив в першу і другу поліцейські частини міста.
У 2000х роках у районі почалася його історична реконструкція, адже після багатьох війн і радянського терору Верхнє місто сильно постраждало. 

## Галерея

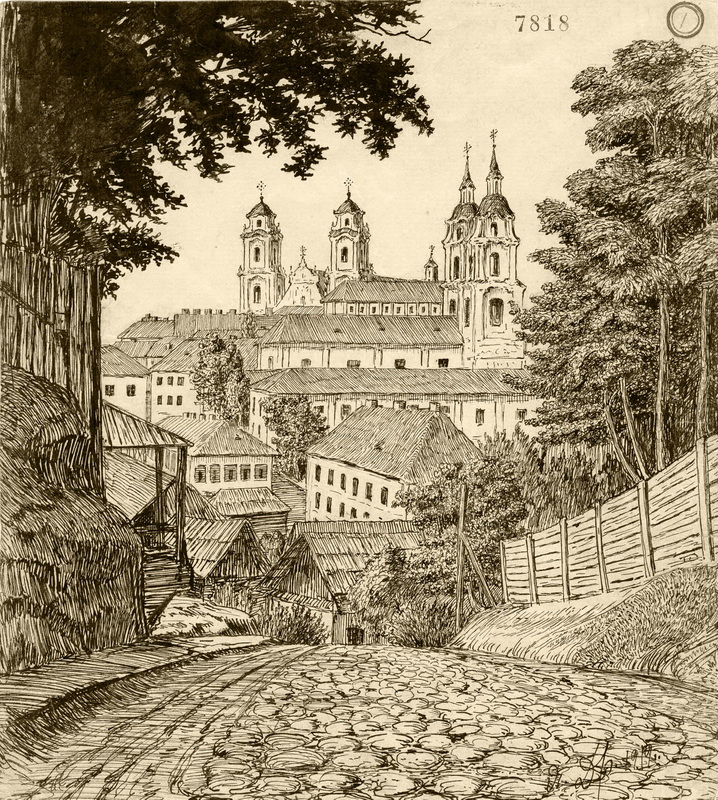
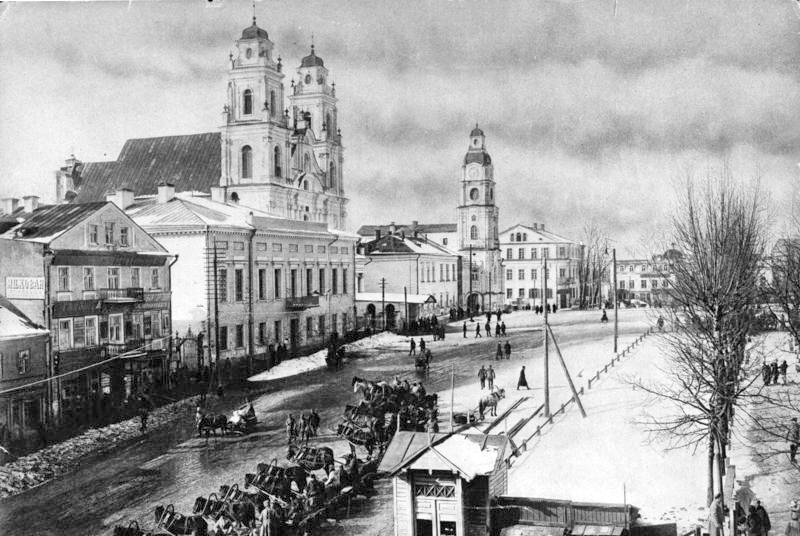
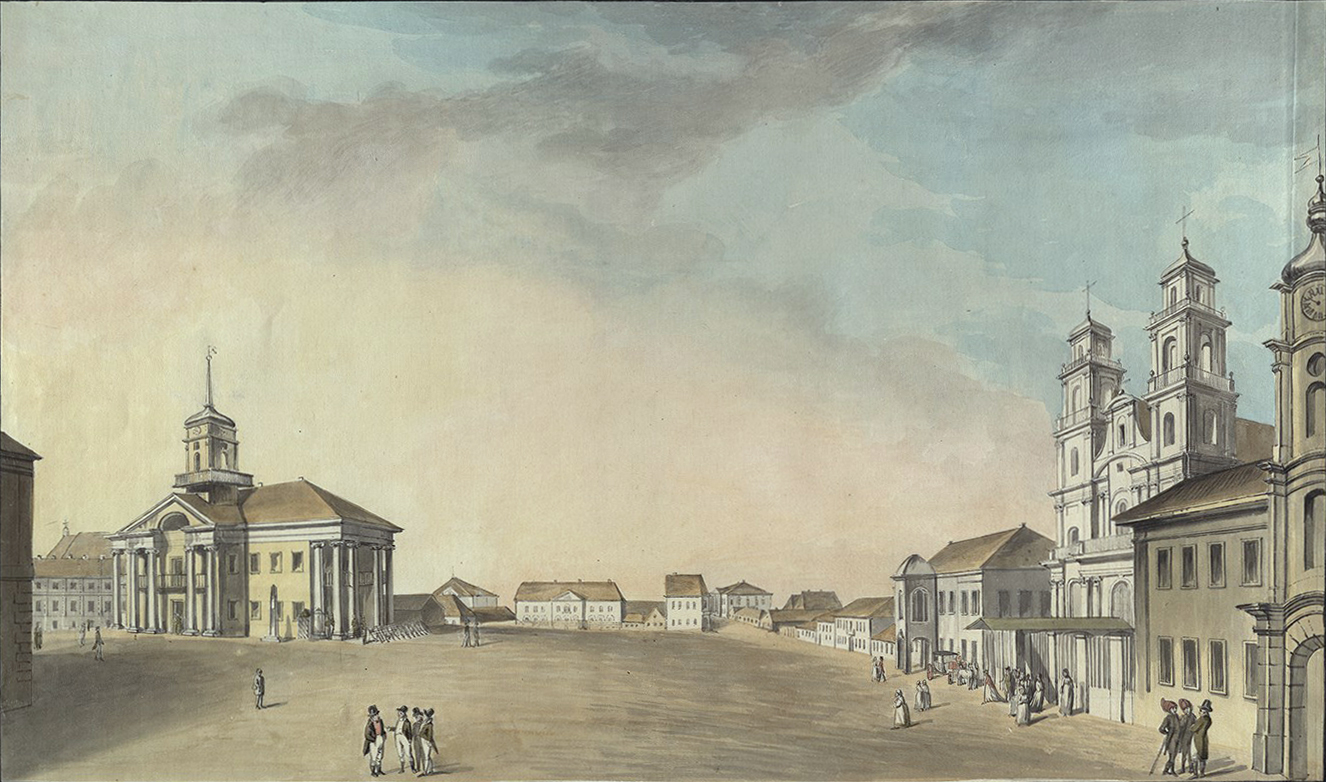
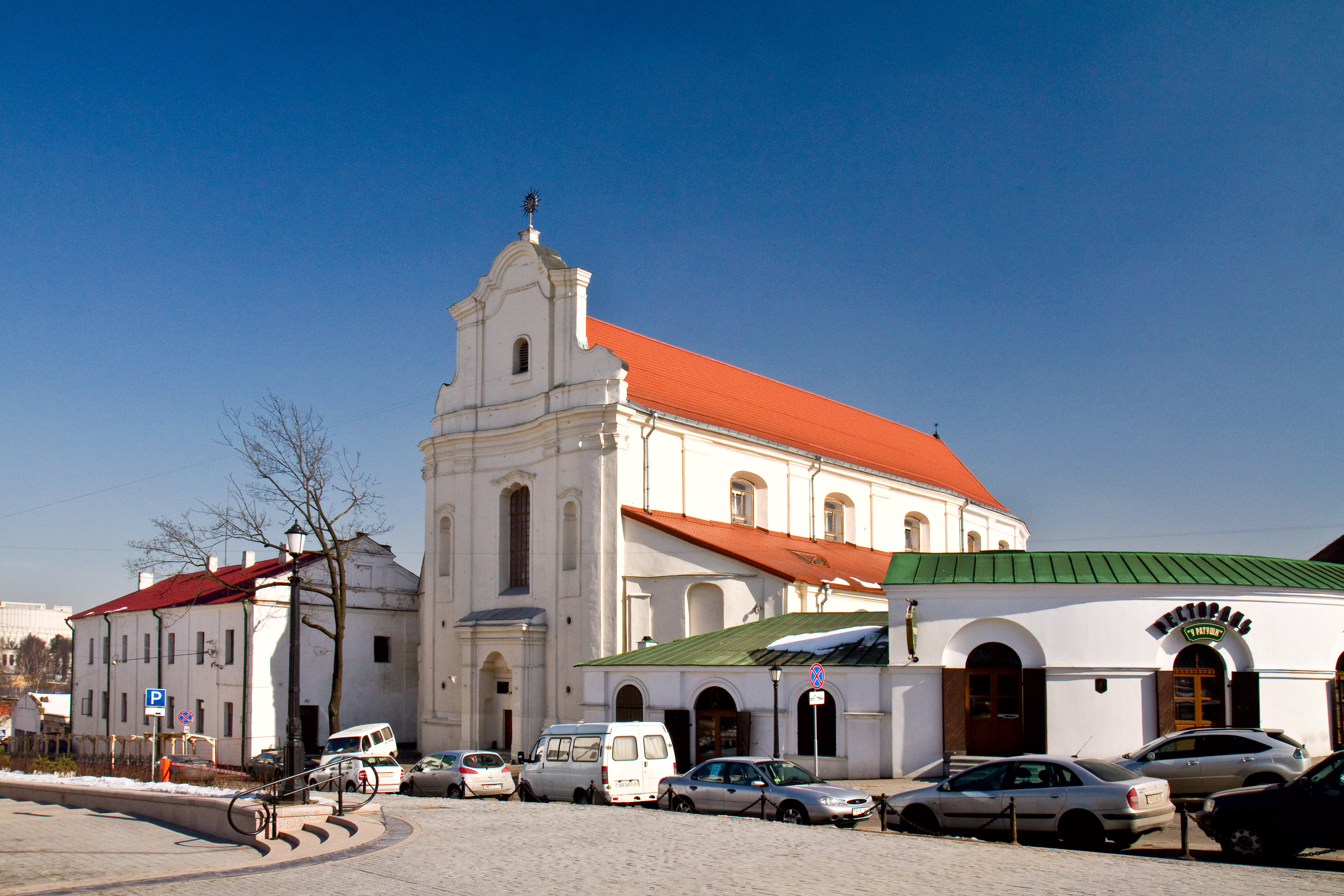